# 内藤光佑
内藤 光佑（ないとう こうすけ、1996年11月29日 - ）は、日本の俳優。東京都出身。ツータッチカンパニー所属。駒澤大学法学部法律学科卒業。

## 人物
- 趣味は釣り、歌、ドラム[1]、散歩[2]。
- 特技は野球[1]。
- 弟は同事務所所属の俳優、内藤将大。

## 出演

### 舞台
2017年
- 舞台 「ベースボールファイターズ」（2017年6月27日 - 7月2日、新宿村LIVE） - 金田冠⼈ 役[3]
- 演劇革命企画 第40回フラワースタジオ公演 「言葉の消え行く街で」（2017年9月22日 - 10月1日、四谷フラワースタジオ） - 作家先⽣ 役

2018年
- 平熱43度『ぶっちぎり乱蔵！』（2018年12月5日 - 9日、萬劇場）

2019年
- Yプロジェクト×E-Stage Topia提携プロデュース公演「シェイリ шерри」（2019年7月17日 - 20日、渋谷区文化総合センター大和田 伝承ホール）[4]
- E-Stage Topia「ペトリコール」 （2019年11月27日 - 12月8日、劇場HOPE） - 鉄平 役[5]

2021年
- ミュージカル座「何処へ行く」（2021年9月24日 - 27日、シアター1010） - ティレシアス 役（アンサンブル）

2023年
- ミュージカル「新テニスの王子様」The Third Stage（2023年10月6日 - 15日、TOKYO DOME CITY HALL / 10月20日 - 29日、メルパルク大阪 ホール / 11月3日 - 12日、TACHIKAWA STAGE GARDEN） - テニミュボーイズ[6]

2024年
- ミュージカル「新テニスの王子様」The Fourth Stage（2024年8月9日 - 18日、日本青年館ホール / 8月23日 - 25日、一宮市民会館 / 8月30日 - 9月8日、SkyシアターMBS / 9月13日 - 23日、日本青年館ホール） - テニミュボーイズ[7]
- 舞台「魔法使いの約束」エチュードシリーズ Part2（2024年11月30日 - 12月8日、天王洲 銀河劇場 / 12月14日 - 22日、SkyシアターMBS） - ヒースクリフ 役[8]
- 舞台「魔法使いの約束」オーケストラ音楽祭〜series collection〜（2024年12月27日 - 29日、TACHIKAWA STAGE GARDEN） - ヒースクリフ 役[9]

2025年
- 舞台「9 R.I.P.」（2025年3月12日 - 6日、こくみん共済 coop ホール／スペース・ゼロ） - 香羊 役[注 1][11]
- [Soft Boiled Theater-15］クリエイティブユニット【ソフトボイルド】『ツミビト〜7つと1つの大罪〜』（2025年4月23日 - 27日、CBGKシブゲキ!!）
- 舞台「地獄の控室」（2025年5月30日 - 6月8日、ザ・ポケット） - ウタ 役[12]
- 橋本輝山プロデュース 音楽朗読劇「夜明けの空を君に」（2025年7月17日 - 19日、劇場MOMO） - ハルキ 役、野崎 役
- 舞台「魔法使いの約束」きみに花を、空に魔法を 前編（2025年9月6日 - 23日、天王洲 銀河劇場 / 9月28日 - 10月5日、東京建物 Brillia HALL 箕面（箕面市立文化芸能劇場） 大ホール） - ヒースクリフ 役[13]

### ドラマ
- 花のち晴れ〜花男 Next Season〜（2018年、TBS） - レギュラー⽣徒 籾⼭琥太郎 役
- 特捜9（2020年、テレビ朝日）
- 村井の恋（2022年、TBS）
- ブラザー・トラップ（2023年、TBS） - 石岡 役

### 映画
- 徐福 永遠の命を探して（2019年）
- ロックンロール・ストリップ（2020年） - 柳⽥ 役
- 神田川のふたり（2022年）

### テレビ
- 有田哲平の夢なら醒めないで（2018年、TBS） - 再現VTR
- ワールド犯罪ミステリー5（ヒグマ事件）（2019年4月17日、TBS）

### CM
- TINA LOUNGE
- 株式会社IHI 宇宙開発篇（2019年）

### イベント
個人イベント
- 内藤光佑のみんなありがとサンキューメルシーダンケシェーングラシアス大感謝祭（2024年10月14日、グレースバリブラン秋葉原店）
- 内藤光佑ファンクラブイベント「はじめてのとぅず会」（2025年2月24日、R'sアートコート）

ゲスト、他
- Kosei Tsubokura 28th Birthday Event〜28歳開店記念、∞の愛を込めて〜（2025年1月11日、A&Hホール）
- 坂田大夢 24th Birthday Event 〜春一番〜（2025年3月9日、ザムザ阿佐ヶ谷）
- ACTORS' SMASH（2025年4月12日、多摩川せせらぎ体育館）
- 橋本輝山プロデュース 音楽朗読劇「夜明けの空を君に」後夜祭イベント（2025年7月20日、日本橋PACMAN）
- 白石康介ファンミーティング サマーリターンズ 〜熱い太陽に向かっていこうすけー！〜（2025年7月26日、STUDIO Y's）

### WEB配信
- 橋本真一のひだまりカフェ（2024年12月30日、ニコニコチャンネルプラス）